# Oregonatore
L'Oregonatore, similmente al Brusselatore, è un modello cinetico utilizzato per descrivere le reazioni oscillanti. Fu elaborato da Richard J. Field, Endre Körös e Richard M. Noyes (dalle cui iniziali nasce il termine alternativo meccanismo FKN) dell'Università dell'Oregon nel 1972, per descrivere in modo dettagliato la reazione di Belousov-Zhabotinsky. 

## Il modello
Il modello FKN consiste in cinque reazioni che vedono implicate un insieme di sette specie chimiche {A,B,P,Q,X,Y,Z}:
| I   |  | A + Y | {\displaystyle \longrightarrow } | X       |
| II  |  | X + Y | {\displaystyle \longrightarrow } | P       |
| III |  | B + X | {\displaystyle \longrightarrow } | 2 X + Z |
| IV  |  | 2 X   | {\displaystyle \longrightarrow } | Q       |
| V   |  | Z     | {\displaystyle \longrightarrow } | f Y     |

Le concentrazioni delle specie A e B sono mantenute costanti così come quelle dei prodotti P e Q. Le equazioni cinetiche del sistema diventano quindi funzione di sole tre variabili. 
Si ha
{\displaystyle {\frac {d[X]}{dt}}=k_{1}[A][Y]-k_{2}[X][Y]+k_{3}[B][X]-k_{4}[X]^{2}}
{\displaystyle {\frac {d[Y]}{dt}}=-k_{1}[A][Y]-k_{2}[X][Y]+fk_{V}[Z]}
{\displaystyle {\frac {d[Z]}{dt}}=k_{3}[B][X]-k_{V}[Z]}